# Hiroshi Amano
Hiroshi Amano (天野 浩), född 11 september 1960 i Hamamatsu, Japan, är en japansk fysiker, ingenjör och uppfinnare, som tillsammans med Isamu Akasaki och Shuji Nakamura tilldelades nobelpriset i fysik 2014 för "uppfinningen av effektiva blå lysdioder vilka möjliggjort ljusstarka och energisnåla vita ljuskällor", så kallade LED-lampor.

## Biografi
Amano brann för amatörradio och trots att han hatade att studera var han bra på matematik. När han gick på gymnasiet började han ta sina studier på allvar och blev en toppstudent genom att studera varje dag till sent på natten. Han tog sin kandidatexamen (BE) 1983, masterexamen (ME) 1985 och doktorsexamen 1989 vid Nagoyas universitet.

### Karriär
Efter ingenjörsutbildningen blev Amano 1982 forskarstudent hos professor Isamu Akasaki i Nagoya, där han hoppades kunna bidra till utveckling av tunnare TV-apparater för trångbodda japanska hem. År 1989 lyckades man framställa kristaller av dopad GaN (galliumnitrid), och världens första blå lysdioder.

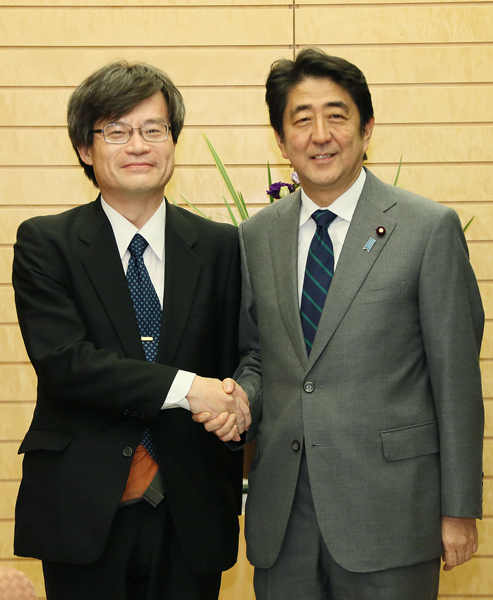
Amano med Shinzō Abe (I premiärministerns residens 22 oktober 2014)

År 1992 flyttade han till Meijo universitetet, där han var biträdande professor och från 1998 till 2002 docent. År 2002 blev han professor, men 2010 flyttade han till Graduate School of Engineering, Nagoya universitet, där han för närvarande (2020) är professor.
Amanos laboratorium har varit känt för att vara angeläget om forskningen och har alltid tänt till sent på kvällen, såväl vardagar som helgdagar och kallades "inget natthärbärge". Enligt hans studenter i laboratoriet är Amano en optimistisk och varm person och blir aldrig arg.

## Hedersbetygelser
- 2009 – Stipendiat, Japan Society of Applied Physics
- 2009 – Nistep (National Institute of Science and Technology Policy) Forskare från Ministry of Education of Japan
- 2011 – Stipendiet, Institute of Physics
- 2014 – Person of Cultural Merit, av japanska regeringen
- 2014 – Order of Culture, av Japans kejsare
- 2015 – Hedersmedborgare i Shizuoka prefektur
- 2015 – Hedersmedborgare i Hamamatsu
- 2015 – Aichi Prefecture Academic Honors
- 2015 – Nagoya City Academic Honors
- 2015 – Hedersstipendiat, Japan Sweden Society
- 2015 – Hedersmedborgare Aichi prefektur
- 2015 – 丸八会顕彰
- 2016 – Utländsk ledamot i National Academy of Engineering[9]

## Publikationer i urval
- Amano, H.; Sawaki, N.; Akasaki, I.; Toyoda, Y. (3 februari 1986). ”Metalorganic vapor phase epitaxial growth of a high quality GaN film using an AlN buffer layer”. Applied Physics Letters (AIP Publishing) 48 (5):  sid. 353–355. doi:10.1063/1.96549. ISSN 0003-6951.
- Amano, Hiroshi; Akasaki, Isamu; Kozawa, Takahiro; Hiramatsu, Kazumasa; Sawaki, Nobuhiko; Ikeda, Kousuke; Ishii, Yoshikazu (1988). ”Electron beam effects on blue luminescence of zinc-doped GaN”. Journal of Luminescence (Elsevier BV) 40-41:  sid. 121–122. doi:10.1016/0022-2313(88)90117-2. ISSN 0022-2313.
- Amano, Hiroshi; Kito, Masahiro; Hiramatsu, Kazumasa; Akasaki, Isamu (20 december 1989). ”P-Type Conduction in Mg-Doped GaN Treated with Low-Energy Electron Beam Irradiation (LEEBI)”. Japanese Journal of Applied Physics (Japan Society of Applied Physics) 28 (Part2 december No. 12):  sid. L2112–L2114. doi:10.1143/jjap.28.l2112. ISSN 0021-4922.
- Murakami, Hiroshi; Asahi, Tsunemori; Amano, Hiroshi; Hiramatsu, Kazumasa; Sawaki, Nobuhiko; Akasaki, Isamu (1991). ”Growth of Si-doped AlxGa1–xN on (0001) sapphire substrate by metalorganic vapor phase epitaxy”. Journal of Crystal Growth (Elsevier BV) 115 (1–4):  sid. 648–651. doi:10.1016/0022-0248(91)90820-u. ISSN 0022-0248.
- Itoh, Kenji; Kawamoto, Takeshi; Amano, Hiroshi; Hiramatsu, Kazumasa; Akasaki, Isamu (15 september 1991). ”Metalorganic Vapor Phase Epitaxial Growth and Properties of GaN/Al0.1Ga0.9N Layered Structures”. Japanese Journal of Applied Physics (Japan Society of Applied Physics) 30 (Part1 december No. 9A):  sid. 1924–1927. doi:10.1143/jjap.30.1924. ISSN 0021-4922.
- I. Akasaki, H. Amano, K. Itoh, N. Koide & K. Manabe, Int. Phys. Conf. Ser. 129, 851 (1992).
- Akasaki, Isamu; Amano, Hiroshi; Sota, Shigetoshi; Sakai, Hiromitsu; Tanaka, Toshiyuki; Koike, Masayoshi (1 november 1995). ”Stimulated Emission by Current Injection from an AlGaN/GaN/GaInN Quantum Well Device”. Japanese Journal of Applied Physics (Japan Society of Applied Physics) 34 (11B):  sid. L1517. doi:10.7567/jjap.34.l1517. ISSN 0021-4922.